# Dirck Stoop
Pour les articles homonymes, voir Stoop.
Dirck Stoop ou Dirck Willemsz. Stoop (vers 1610, Utrecht - 1686, Utrecht)  est un peintre et graveur néerlandais du siècle d'or. Il est connu pour ses peintures de paysages et de scènes de genre, souvent liées à la chasse.

## Biographie
Dirck Stoop est né vers 1610 à Utrecht aux Pays-Bas. Il est le fils de Willem Jansz Stoop, un maitre verrier, auprès duquel il a vraisemblablement appris la peinture. Dirck ou également son frère Maerten Willemsz Stoop ont été apprentis à la guilde de Saint-Luc d'Utrecht en 1638. Il a probablement entrepris un voyage en Italie entre 1635 et 1645, où il aurait peint Le repos pendant la chasse en 1643, et visible au Musée National de Copenhague. Entre 1647 et 1652, il est de retour à Utrecht. Plus tard, il travaille à la Cour de Lisbonne vers 1661-1662.

## Œuvres

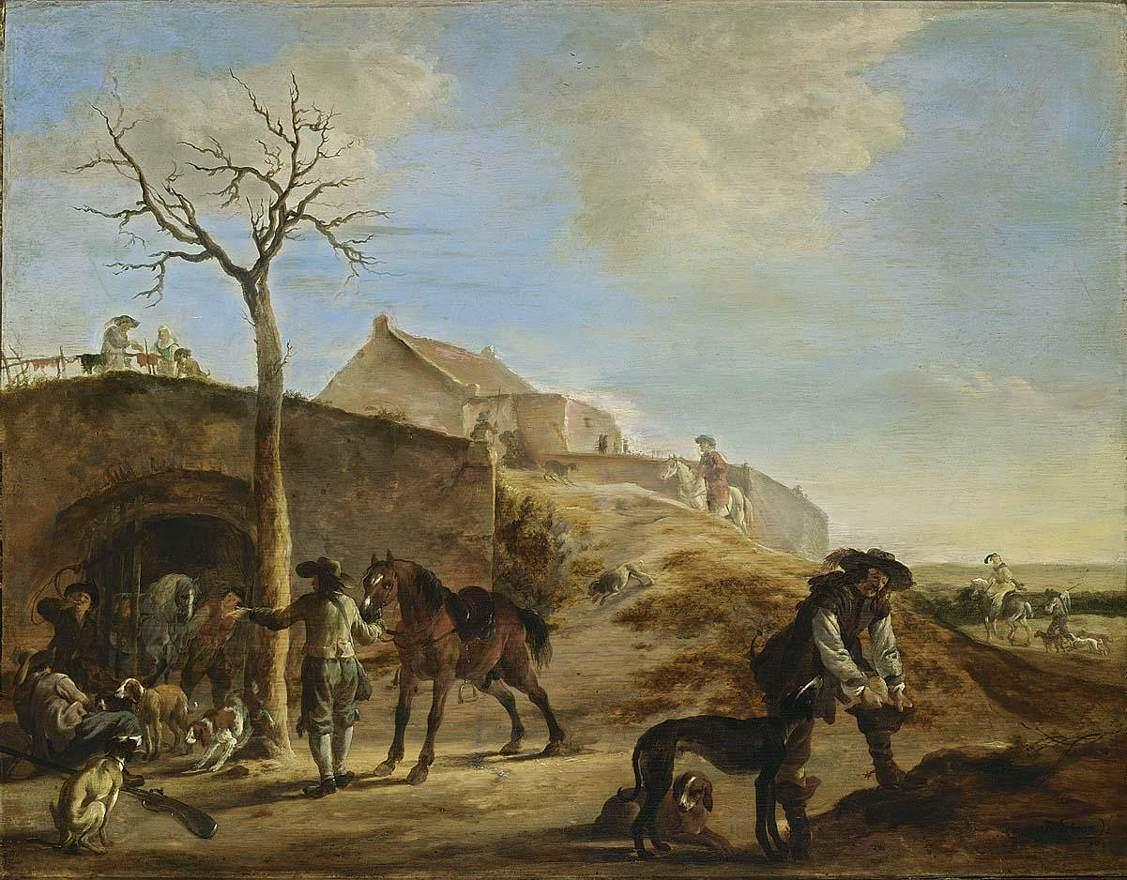
Tableau de Dirck Stoop (1651).

- Chasseurs se reposant[2], Rijksmuseum, Amsterdam
- Partie de chasse[3], Rijksmuseum,  Amsterdam